# Telewizja Love
Love – polskojęzyczny kanał telewizyjny o tematyce ślubnej.
Na antenie stacji prezentowane są programy poświęcone miłości, związkom, relacjom międzyludzkim, dotyczące sprawy seksu, mody, urody, zdrowego stylu życia oraz plotkom ze świata show-biznesu. 95% ramówki stacji zajmują produkcje własne kanału, m.in. audycje o charakterze poradnikowym, wywiady, formaty kulinarne, dedykowane parom planującym ślub i miesiąc miodowy, a także retransmisje zabaw weselnych i programy muzyczne poświęcone muzyce weselnej i disco polo. Kanał nadaje przez całą dobę w polskiej wersji językowej.

## Historia kanału
19 lutego 2007 została uruchomiona polska wersja brytyjskiego kanału Wedding TV, którego nadawcą była spółka Creamdove Limited. Polski rynek był drugim, gdzie nadawca nagrywał i emitował własne produkcje. 31 stycznia 2013 roku doszło do "podmiany" nadawanej dotąd wersji kanału Wedding TV, która pojawiła się w nowej odsłonie, z nowym logo. Jednak przez krótki czas nadawane były dwie wersje stacji równocześnie. Zmiany tłumaczono nową technologią play outu (podniesienia sygnału dla nadawców).
20 maja 2013 polska wersja kanału przeszła rebranding. Kanał zmienił nazwę na Telewizja Love, a jego nadawcą została spółka 1 Plus 1 Equals 10 Ltd. Zmiany podyktowane były uwzględnieniem aspektów społeczne i kulturowe. Tematyka kanału, dotąd głównie ślubnego, została rozszerzona.
20 listopada 2013 roku platforma cyfrowa Cyfrowy Polsat nieoczekiwanie zakończyła emisję sygnału Telewizji Love, co skutkowało wyłączeniem przekazu satelitarnego stacji. Z tej częstotliwości sygnał pobierany był również dla pozostałych operatorów w Polsce, także sieci kablowych i IPTV. Od tego dnia sygnał kanału nie był dostępny u żadnego operatora w Polsce. Nadawca zapowiedział wznowienie transmisji drogą światłowodową. Powrót kanału nastąpił 6 grudnia 2013 roku. początkowo do sieci Echostar Studio. 6 lutego 2014 kanał wrócił do sieci UPC Polska.
Jednak 2 kwietnia 2014 roku została uruchomiona w Polsce druga stacja pod nazwą Love, której nadawcą była spółka Coralcove Limited (wcześniejszy nadawca kanału Wedding TV). Kanał dostępny był wyłącznie dla abonentów Cyfrowego Polsatu. Stacja posiada w ramówce identyczne produkcje, jak stacja konkurencyjna oraz podobne logo.
Kilka dni później wybuchł publiczny spór pomiędzy nadawcami o prawa do emisji kanału na terenie Polski. Spór dotyczył dwóch różnych kanałów pod identyczną nazwą. Brytyjski regulator medialny Ofcom (odpowiednik KRRiT w Polsce) wydał dwie licencje na nadawanie stacji pod tą samą nazwą w Polsce:
- właścicielem licencji na kanał LOVE (poprzednio Wedding TV) jest firma Creamdove Limited
- właścicielem licencji na kanał LOVE (Poland) jest firma 1 Plus 1 Equals 10 Ltd.

Obie spółki zapowiedziały skierowanie sprawy na drogę sądową. W październiku 2014 roku Ofcom uchylił licencję na nadawanie kanału spółce Creamdove Limited, a stacja została wyłączona 6 listopada 2014 roku z oferty Cyfrowego Polsatu.
Po rozstrzygnięciu sporu legalny kanał Love zaczął rozbudowywać zasięg stacji głównie w sieciach kablowych. W grudniu 2014 roku uruchomiono wersję HDTV kanału, która od 13 stycznia 2015 roku oferowana jest operatorom kablowym.